# Menominee County (Michigan)
Das Menominee County ist ein County im US-amerikanischen Bundesstaat Michigan. Im Jahr 2020 hatte das County 23.502 Einwohner und eine Bevölkerungsdichte von 8,7 Einwohnern pro Quadratkilometer. Der Verwaltungssitz (County Seat) ist Menominee.

## Geografie
Das County liegt an der Südküste der Oberen Halbinsel von Michigan, an der Mündung des Menominee River in die Green Bay des Michigansees. Der Fluss bildet in seinem gesamten Verlauf die Grenze zu Wisconsin.
Das Menominee County hat eine Fläche von 3465 Quadratkilometern, wovon 761 Quadratkilometer Wasserfläche sind.
An das Menominee County grenzen folgende Nachbarcountys:
| Dickinson County             | Marquette County | Delta County            |
|                              |                  |                         |
| Marinette County (Wisconsin) |                  | Door County (Wisconsin) |

## Geschichte
1634 landete der französische Entdecker Jean Nicolet in La Baye (heute Green Bay). Er erkundete das Gelände und stieß auf Siedlungen des Menominee-Stammes an der Mündung des Menominee River, dort wo heute die Stadt Menominee zu finden ist. Das Gelände im Bereich der Flussmündung war sumpfig, was das Wachstum von wildem Reis begünstigte. Der Name der dort lebenden Ureinwohner, Menominee, bedeutet so viel wie „Wildreis Essende“.
Im Jahre 1790 eröffnete der Kanadier Louis Chappieau eine Pelzhandelsgesellschaft im heutigen Menominee County. 1832 wurde das erste Sägewerk errichtet und die Holzindustrie blühte auf. Bis 1890 entwickelte sich die Gegend zur Nr. 2 der führenden Holzfällerregionen des Landes. Nach 1917 begann die Landwirtschaft die Holzindustrie zu ersetzen. So wurde auch die erste Landwirtschaftsschule Michigans im Menominee County gegründet.
1896 wurden Teile des Menominee County dem neu gegründeten Dickinson County zugeteilt.

## Wirtschaft
Heute ist das Menominee County führend in der Milchindustrie und in der Käseherstellung. Die hier ansässigen Industrieunternehmen sind auf Holz- und Metallverarbeitung, Pappe- und Möbelherstellung spezialisiert. Zudem locken die lange Küstenlinie sowie Fischerei- und Wintersportmöglichkeiten zahlreiche Touristen an.

## Bevölkerung
Nach der Volkszählung im Jahr 2010 lebten im Menominee County 24.029 Menschen in 10.869 Haushalten. Die Bevölkerungsdichte betrug 8,9 Einwohner pro Quadratkilometer. In den 10.869 Haushalten lebten statistisch je 2,18 Personen.
Ethnisch betrachtet setzte sich die Bevölkerung zusammen aus 95,2 Prozent Weißen, 0,4 Prozent Afroamerikanern, 2,8 Prozent amerikanischen Ureinwohnern, 0,4 Prozent Asiaten sowie aus anderen ethnischen Gruppen; 1,3 Prozent stammten von zwei oder mehr Ethnien ab. Unabhängig von der ethnischen Zugehörigkeit waren 1,4 Prozent der Bevölkerung spanischer oder lateinamerikanischer Abstammung.
19,9 Prozent der Bevölkerung waren unter 18 Jahre alt, 59,7 Prozent waren zwischen 18 und 64 und 20,4 Prozent waren 65 Jahre oder älter. 49,7 Prozent der Bevölkerung waren weiblich.

Das jährliche Durchschnittseinkommen eines Haushalts lag bei 40.865 USD. Das Pro-Kopf-Einkommen betrug 21.816 USD. 14,7 Prozent der Einwohner lebten unterhalb der Armutsgrenze.

## Ortschaften im Menominee County
Citys
- Menominee
- Stephenson

Villages
- Carney
- Daggett
- Powers

Unincorporated Communities
| - Arthur Bay - Bagley - Banat - Beach Grove - Birch Creek - Blom - Carbondale | - Cedar River - Cunard - Eagles Nest - Eustis - Faithorn - Faunus - Fox | - Gardner - Gourley - Hannahville - Hansen - Harris - Helps - Hermansville | - Houle - Indiantown - Ingalls - Ingallston - Kells - Kew - Koss | - LaBranche - Leapers - Longrie - Nadeau - Nathan - Palestine - Perronville | - Spalding - Swanson - Talbot - Vega - Wallace - Whitney - Wilson |

## Gliederung
Das Menominee County ist neben den zwei Citys und drei Villages in 14 Townships eingeteilt:
| Township            | Einwohner (2010) | FIPS     |
| ------------------- | ---------------- | -------- |
| Cedarville Township | 253              | 26-14240 |
| Daggett Township    | 714              | 26-19580 |
| Faithorn Township   | 243              | 26-27300 |
| Gourley Township    | 420              | 26-33160 |
| Harris Township     | 1968             | 26-36760 |
| Holmes Township     | 335              | 26-38760 |
| Ingallston Township | 935              | 26-40600 |

| Township            | Einwohner (2010) | FIPS     |
| ------------------- | ---------------- | -------- |
| Lake Township       | 556              | 26-44360 |
| Mellen Township     | 1150             | 26-52860 |
| Menominee Township  | 3488             | 26-53040 |
| Meyer Township      | 1001             | 26-53460 |
| Nadeau Township     | 1161             | 26-56440 |
| Spalding Township   | 1674             | 26-75350 |
| Stephenson Township | 670              | 26-76400 |